# Auguste Lepère
Pour les articles homonymes, voir Lepère.
Louis Auguste Lepère, né à Paris le 30 novembre 1849, et mort à Domme (Dordogne) le 20 novembre 1918, est un graveur, illustrateur et peintre français.
Ses œuvres sont conservées dans plusieurs musées en France et à l'étranger.

## Biographie

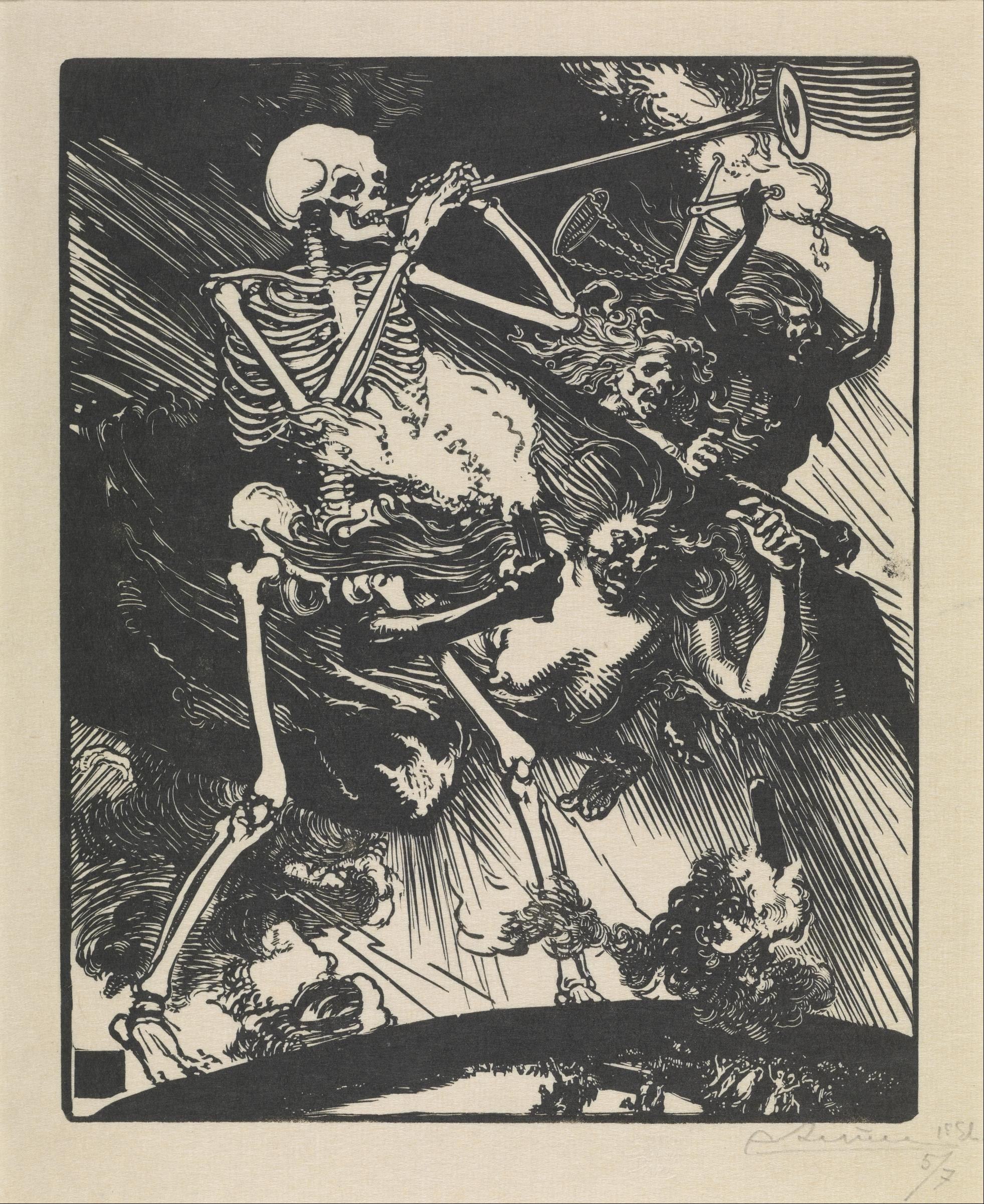
La Mort et les passions descendent sur le monde (1914), musée des Beaux-Arts de Houston.

Fils du sculpteur François Lepère, élève de François Rude, Auguste Lepère entre en 1862 comme apprenti dans l’atelier du graveur Joseph Burn Smeeton, où il travaille jusqu'en 1867, graveur au Magasin pittoresque et associé de Joachim-Jean Cosson. Parallèlement, il suit des cours de dessins sous la direction de Lecoq de Boisbaudran à la petite École à Paris. C'est à cette époque qu'il fait la connaissance des graveurs Henri Paillard et Eugène Dété, avec lesquels il restera en contact toute sa vie.
Il participe à la Guerre de 1870 en s'engageant au 12e bataillon de la Garde mobile de la Seine, puis est transféré au 4e bataillon du fort d'Issy.
En 1872, il crée un atelier rue des Abbesses à Paris avec Henri Paillard. Il travaille pour Le Monde illustré, L'Illustration, la Revue illustrée, le Magasin pittoresque. Il grave d’après Daniel Vierge et Edmond Morin. La « gravure de teinte » — qui privilégie le rendu des demi-teintes — alors en vogue atteint son stade extrême, donnant des œuvres qui, dans l’excès de la virtuosité de ses praticiens, sombrent dans une grisaille uniforme. Lepère suit l’hostilité affichée par Félix Bracquemond envers ce procédé, et se tourne vers les primitifs, les graveurs de l'époque romantique, et même les Japonais, dans un retour à plus de simplicité. Dans un domaine voué depuis longtemps à l’interprétation, voire à la reproduction des illustrateurs ou des peintres, et, de plus en plus, de la photographie, Lepère revient à la gravure originale.
Entre 1876 et 1878, il se livre à la décoration de faïences chez François Laurin à la faïencerie de Bourg-la-Reine et devient membre de l'Union syndicale de peintres et de sculpteurs. Il se marie en septembre 1877 ; de cette union naîtront trois enfants.
À partir de 1882, il se rend régulièrement à Jouy-le-Moutier pour peindre sur le motif.
En 1888, il crée avec Félix Bracquemond, Daniel Vierge, Tony Beltrand, la revue L'Estampe originale qui parait jusqu'en 1895, et que reprend André Marty, et promeut l'esthétique Art nouveau, puis il partage la direction artistique de la revue L'Image, avec Léon Ruffe et son fondateur Tony Beltrand, tentative éphémère publiée par la Corporation des graveurs sur bois pour remettre à l’honneur la xylographie battue en brèche par les techniques nouvelles. Il se met à la gravure sur bois de fil, mais aussi à l'eau-forte et à la lithographie. Dans cette période où le japonisme a une grande influence sur les arts décoratifs, Henri Rivière réalise à partir de cette date, de 1888 à 1902, Les Trente-six vues de la Tour Eiffel, en référence au Trente-six vues du mont Fuji d'Hokusai. En 1891, Valloton renouvelle également la gravure sur bois, avec Paul Gauguin ou Émile Bernard et Toulouse-Lautrec révolutionne à son tour l'art de l'affiche, en dessinant la même année celle destinée au célèbre cabaret ouvert en 1889, intitulée Moulin-Rouge - La Goulue, que suivra celle réalisée en 1894 par Alfons Mucha pour Sarah Bernhardt dans le rôle de Gismonda.
D'autres publications et revues consacrées à la promotion des arts graphiques succéderont à L'Estampe originale, telles que L’Épreuve, Journal-album d'art en 1894, Les Maîtres de l'affiche en 1895, L'Image en 1896 ou L'Estampe moderne et L'Estampe et l'Affiche en 1897, dans cette période considérée comme l'âge d'or de l'« affichisme ».
Il a été membre de la délégation de la Société nationale des beaux-arts de 1901 à 1905.
Auguste Lepère est aussi un peintre pratiquant la peinture à l'huile, l'aquarelle et le pastel. Il peint à Paris, où il a vécu ; à Fontainebleau, qu'il découvre avec son ami le peintre Adrien Lavieille, fils d'Eugène Lavieille ; en Vendée, où il séjourne à plusieurs reprises, invitant à Saint-Jean-de-Monts, où il achète une maison, des amis, tels qu'Adrien Lavieille, et sa fille, Andrée Lavieille, artiste peintre également, les graveurs Jacques Beltrand, fils de Tony Beltrand, et Félix Noël, l'éditeur et marchand d'estampes Edmond Sagot ; à Jouy-le-Moutier, où il revient régulièrement ; à Crèvecœur-le-Grand en Picardie ; à Vendôme, où il se rend chez Andrée Lavieille, mariée à Paul Tuffrau ; en Provence, où il est invité par Gabriel Hanotaux ; en Italie ; à Domme en Dordogne, où il finit ses jours chez sa fille Suzanne Texier-Bernier.
En 1892, il fait l'acquisition d'une maison à Saint-Jean-de-Monts. Il sera avec Charles Milcendeau à l'origine du groupe des peintres dit « de Saint-Jean-de-Monts ».
Auguste Lepère a exposé dès 1870, gravures et peintures, dans différents salons : Salon des artistes français, Salon des peintres-graveurs français, Salon de la Société nationale des beaux-arts.

## Œuvres

### Collections publiques
- Argenteuil, musée d'Argenteuil :
  - Le Père du soldat ;
  - Chasseur alpin regardant la plaine du Rhin.
- Fontenay-le-Comte, musée Vendéen :
  - Village derrière les arbres, huile sur toile ;
  - Chemin dans la forêt, huile sur toile ;
  - Dimanche d'été à Saint-Jean-de-Monts, huile sur toile ;
  - Cornière au soleil couchant, aquarelle rehaussée de gouache ;
  - La Lessive, Saint-Jean-de-Monts, 1904, mine de plomb, aquarelle et rehauts de pastel ;
- Le Grain, 1904, huile sur toile ;
- Dans les dunes de Saint-Jean-de-Monts, 1904, aquarelle gouachée avec rehauts de pastel.
- Gray, musée Baron-Martin :
  - Le Bouquet de peupliers, fusain, 39 × 32 cm ;
  - Sans titre, gouache sur papier, 30,2 × 44,8 cm.
- Sceaux, musée du Domaine départemental de Sceaux : deux séries de planches pour la Revue Illustrée.

### Peinture sur faïence
- Paysage marin, vers 1876-1878, vase en faïence avec deux anses à tête de lion gueule ouverte d'un bleu profond, sur socle en bois de noyer finement sculpté d'une végétation luxuriante et accompagné d'une grenouille, faïence décorée à la barbotine, 46 × 57 × 39 cm, localisation inconnue.
- Le Printemps et L'Automne, 1877, deux vases présentés à la première exposition de l'Union syndicale de peintres et de sculpteurs, localisation inconnue.

### Ouvrages illustrés
- Émile Goudeau, Paysages parisiens, 1892.
- Georges Montorgueil, Paris au hasard, 1895.
- Charles Morice, Paris-Almanach, édité par Edmond Sagot, 1897.
- Louis Morin, Dimanches parisiens, notes d'un décadent, 1898.
- Jean Richepin, Paysages et coins de rues, 1900.
- Sylvain Bourdin, Les Minutes parisiennes et Nantes en 1900[5], édités par Alphonse Lotz-Brissonneau, 1900.
- Joris-Karl Huysmans, La Bièvre, les Gobelins, Saint-Séverin, 1901.
- Joris-Karl Huysmans, À rebours, 1903.
- Érasme, Éloge de la folie, les Amis des Livres, 1906.
- Joseph L'Hopital, Foires et marchés normands, 1898.
- Jean Brunhes, La Géographie humaine, 1910.
- Gabriel Hanotaux, Histoire illustrée de la guerre de 1914, 1915-1917[6].

### Gravure sur bois
- Autour des fortifications, gravure, Salon des artistes français de 1887.
- La Fête vénitienne sur Seine le 6 mai, 1889, gravure parue dans la Revue illustrée t.VII, p. 375, décembre 1888 à juin 1889.
- Série de gravures sur Rouen, éditée en 1896 par L'Illustration.

Œuvres d'Auguste Lepère
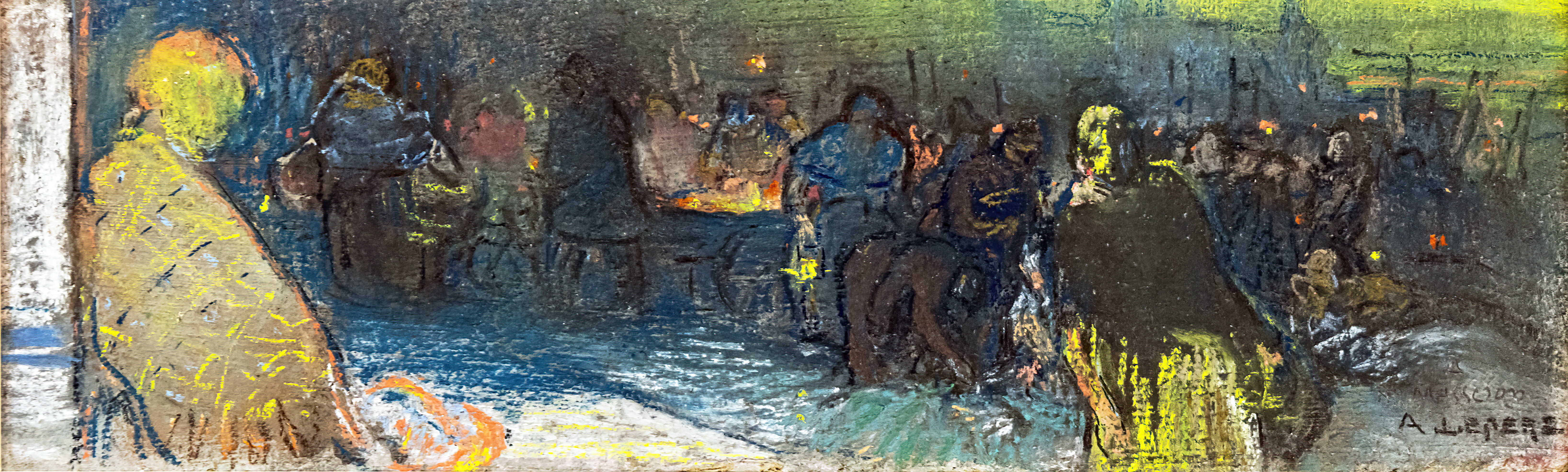
Autour du brasero (1892), pastel sur carton. Palm Beach, Collection David E. Weisman et Jacqueline E. Michel.
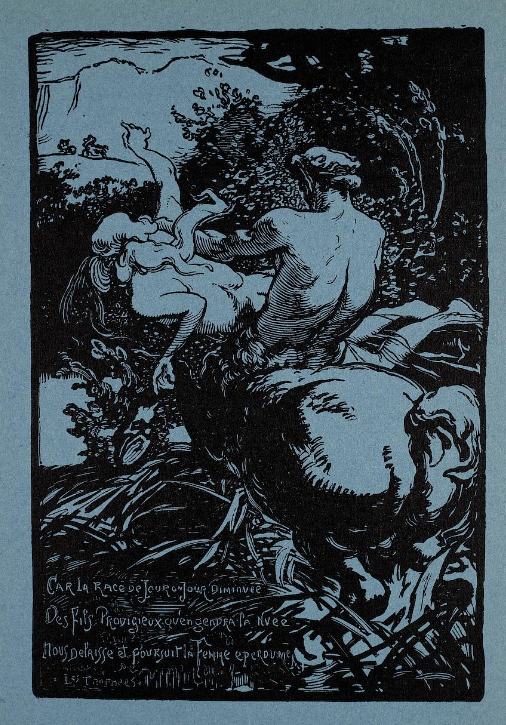
Illustration pour Les Trophées (1893) de José-Maria de Heredia.
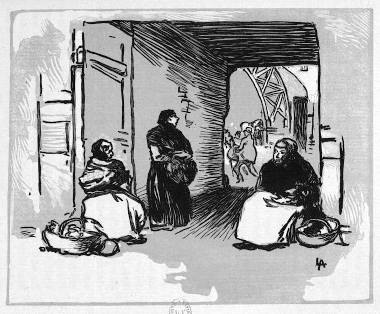
Marchandes au panier, rue Montorgueil, bois gravé paru dans L'Artiste, mars 1894.
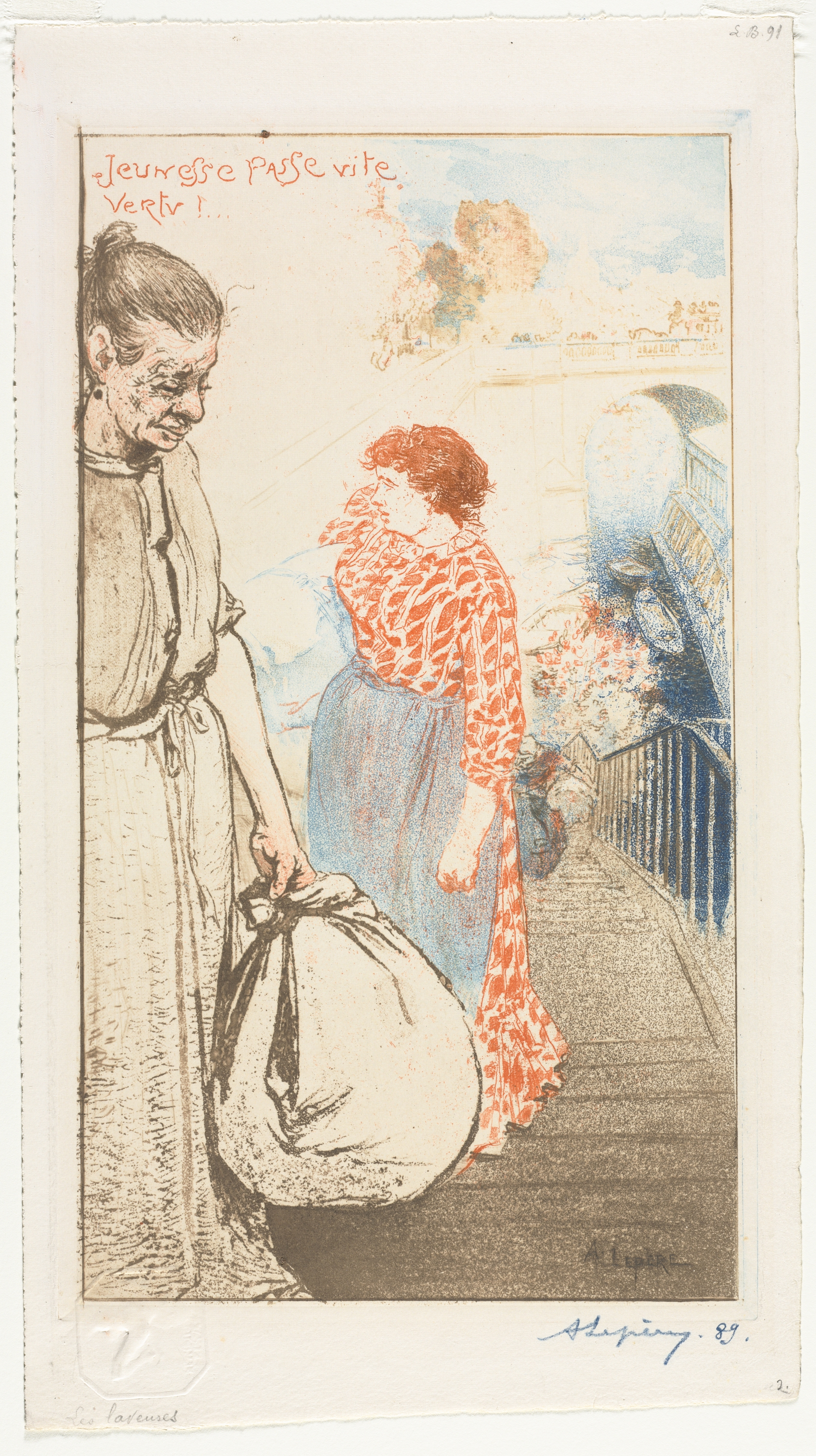
Lavandières (1894), vernis mou et aquatinte, Cleveland Museum of Art.
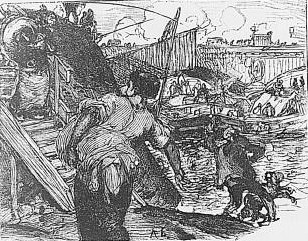
Lavandières parisiennes des bords de Seine (1895), gravure pour Paris au hasard, texte de Georges Montorgueil.
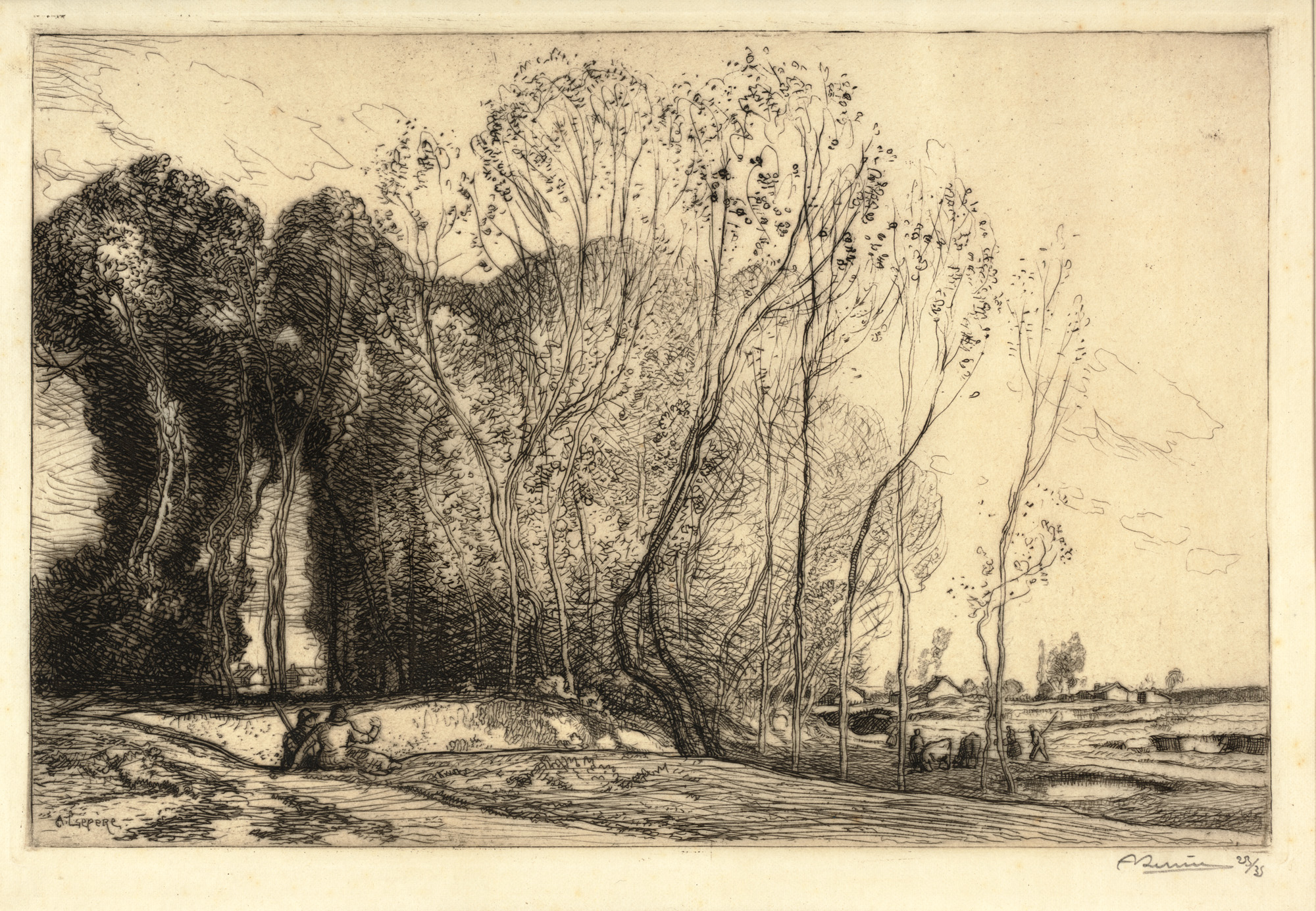
Paysage avec deux figures (1918), pointe-sèche, Dallas Museum of Art.

## Salons
- Salon des artistes français de 1870.
- Salon des artistes français de 1875 : Épisode de la Commune, rue des Rosiers à Montmartre, tableau refusé, mais qui lui valut l'estime d'Armand Guillaumin et de Camille Pissarro au Salon des refusés.
- Salon des artistes français de 1887 : Autour des Fortifications et estampes de la série La Forêt de Fontainebleau.
- Salon de la Société des peintres-graveurs français.
- Salon de la Société nationale des beaux-arts de 1908.

## Expositions
- 1897 : exposition de l'Union syndicale de peintres et sculpteurs, deux vases en faïence de chez François Laurin intitulés Le Printemps et L'Automne.
- 1899 : 2e Salon des peintres lithographes, salle du Figaro, rue Drouot à Paris, du 5 au 15 janvier. Conception de l'affiche.
- 1988 : Auguste Lepère 1849-1918, Fontenay-le-Comte, musée Vendéen.
- 1992 : Auguste Lepère ou le Renouveau du bois gravé, Paris, musée d'Orsay.
- 2000 : Saint-Jean-de-Monts, La Barre-de-Monts, Soullans, Le Groupe de Saint-Jean-de-Monts. Deux générations d'artistes dans le Marais vendéen, 1892-1950, palais des congrès et des expositions, Saint-Jean-de-Monts, écomusée du Marais breton vendéen Le Daviaud, La Barre de Monts, musée Milcendeau-Jean Yole, Soullans.
- 2007 : La Forêt de Fontainebleau, un atelier grandeur nature, Paris, musée d'Orsay, 2007.
- 2012 : De Paris à Barbizon, Auguste Lepère, Estampes 1849-1918, Sceaux, musée du Domaine départemental de Sceaux, du 14 septembre 2012 au 16 décembre 2012.

## Distinction
- Officier de la Légion d'honneur le 8 mai 1912[7].

## Iconographie
- Gilles Vannet, Auguste Lepère au travail, 1918, photographie[8].